# Brabham BT30

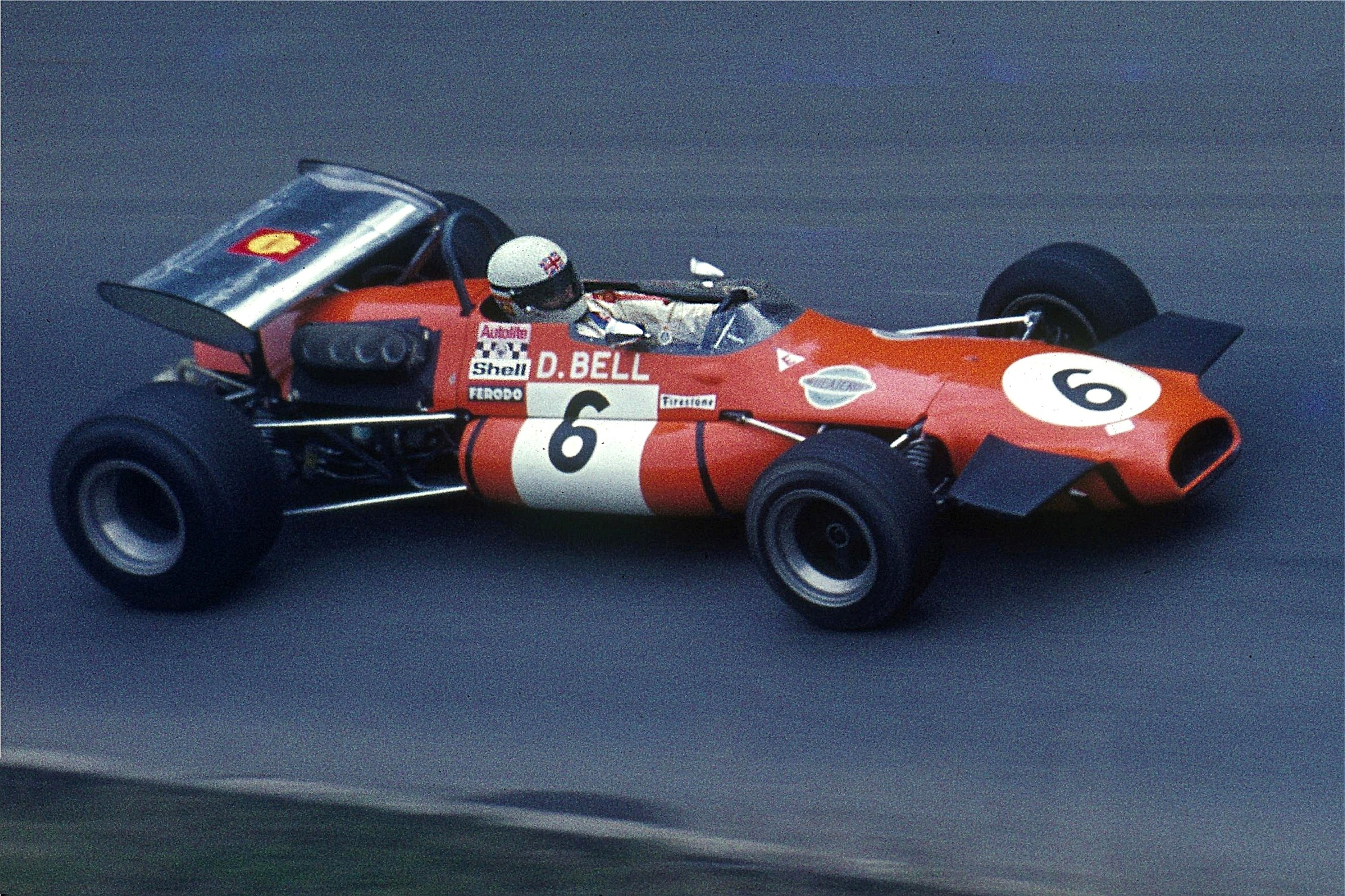
Derek Bell und …

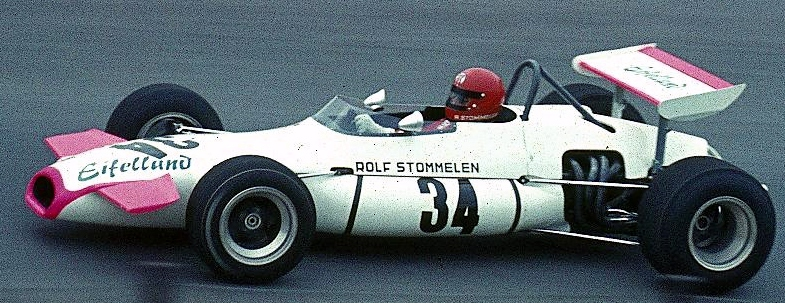
… Rolf Stommelen in Brabham BT30-Modellen; 1970 beim Eifelrennen auf der Nordschleife des Nürburgrings

Der Brabham BT30 war ein Formel-2-Rennwagen, der 1969, 1970 und 1971 in der Formel-2-Europameisterschaft zum Einsatz kam.

## Entwicklungsgeschichte und Technik
Der Brabham BT30 hatte einen komplexen Gitterrohrrahmen und den FVA-Cosworth-Motor als Antrieb. Die großen Heckflügel, die 1969 montiert waren, wurden 1970 durch kleinere ersetzt. Der BT30 hatte 1969 auch einen Kraftstofftank aus Aluminium, der 1970 durch Stahltanks ersetzt wurde, die in die Seitenteile des Monocoques integriert wurden.

## Renngeschichte
1969 wurde Piers Courage im BT30 des Frank-Williams-Racing-Cars-Teams Fünfter in der Formel-2-Europameisterschaft. Peter Westbury fuhr einen privat gemeldeten BT30 und wurde Ende des Jahres einen Platz hinter Courage Sechster der Gesamtwertung. Außerdem meldete Westbury das Auto zu einem Rennen der Europäischen Formel-5000-Meisterschaft 1969.
1970 war der BT30 das am häufigsten eingesetzte Fahrzeug der Formel-2-Meisterschaft. Von den 40 Fahrern, die in dieser Saison Punkte in der Formel 2 erzielten, waren 22 mit einem BT30 am Start. Derek Bell wurde Vizemeister.